# 柑香亭
柑香亭，位於柳侯祠東羅池畔。因柳宗元曾在此種植黃柑，所著《柳州城西北種柑樹》詩廣為流傳，後人興建「柑子堂」以頌其事。
清乾隆十九年（1754年）在羅池上另建，柳州知府孟端改為「柑香亭」，寓柳侯種柑餘香猶存之意。柑香亭歷史上曾經兩次大修繕，今亭為1978年 仿清乾隆年間式樣重建，平面為長六角形，立面是重檐閣亭，由十根朱紅柱子支撐。

## 題詩
1963年，著名文學家郭沫若來柳州時，曾寫《柑香亭》一詩：「風流人物更風流，樹藝群英勝柳侯。種得香柑六十萬，柑香應築二千樓」。